# Afrixalus paradorsalis
Afrixalus paradorsalis is een kikker uit de familie rietkikkers (Hyperoliidae). De soort werd voor het eerst wetenschappelijk beschreven door Jean-Luc Perret in 1960. Oorspronkelijk werd de wetenschappelijke naam Afrixalus congicus paradorsalis gebruikt.

## Uiterlijke kenmerken
Deze soort wordt vrij groot voor een rietkikker; maximaal 3,5 centimeter en dat zijn meestal vrouwtjes want de mannetjes blijven iets kleiner. De kleur en tekening van Afrixalus paradorsalis is opvallend; een helder rode basiskleur met een sterk afstekende witte tot gele en zeer brede V-vormige vlek met de punt boven op de snuit. De bovenzijde van de ogen vallen in de vlek, die als twee strepen naar achteren loopt langs de flanken. Ook op de achterzijde zit een witte vlek en op de poten meestal twee; een grote en een kleine. De buik, onderzijde van de poten en tenen zijn oranje en langs de flanken en op de poten zitten minuscule kleine witte vlekjes die met het blote oog nauwelijks te zien zijn. Sommige kleurvariaties hebben een wat afwijkende vorm en grootte van de vlekken, of zelfs een geheel witte achterzijde, maar de kleuren zijn doorgaans hetzelfde.

## Verspreiding en habitat
Afrixalus paradorsalis komt voor in delen van Afrika, het verspreidingsgebied beslaat Gabon, zuidelijk Kameroen en zuidoostelijk Nigeria. De habitat bestaat uit vochtige en warme tropische regenwouden en bergwouden in dichte vegetatie. Meestal heeft deze soort geen behoefte aan oppervlaktewater vanwege de hoge luchtvochtigheid in de streken waar ze leven, alleen voor de voortplanting gaan deze kikkers naar een waterpartij.

## Levenswijze
Er is niet bekend of ze de eitjes in plantenholtes of in oppervlaktewateren leggen; het kikkervisje van deze soort is zelfs nog nooit beschreven. Deze kikkers zijn schemeractief, en eten met name vliegen en muggen maar ook andere kleine ongewervelden worden gegeten. De lokroep van de mannetjes bestaat uit een serie van twee tot drie klikken in plaats van een constant geluid zoals van andere soorten bekend is.